# Djura
Djouhra Abouda Lacroix (en árabe: دجورا عبودة لاكروا‎)‎; conocida con el nombre de Djura (en árabe: حيوان‎)‎; (Ifigha, Tizi Uzu, 3 de abril de 1952 o 1949) es una cantante, y escritora cabilia de música del pueblo cabilio.

## Biografía
Primero atraída por el teatro y el cine, fundó en 1979 en París por consejo de su marido francés (que se convertirá en su productor) Hervé Lacroix, el grupo DjurDjura. Allí, asociará a varias de sus hermanas. Mas, una severa disputa familiar, que cuenta en su autobiografía, "Le voile du Silence" (1987) las separa.
Se cita notablemente, el álbum "Le Défi", pero también se nombra al álbum "Uni-vers-elle" lanzado en 2002.
La "Opéra des Cités", una obra cultural, comenzó en 2008; y, duró cuatro años. Los talentos de las ciudades se presentan en los grandes escenarios de Francia. El proyecto tiene como objetivo crear un diálogo entre las comunidades que representan la Francia multicultural. La Asociación "Opéra des Cités" actualmente trabaja en Marsella, en las escuelas, estableciendo un proyecto, una historia para niños que se presentó, en Marsella, en junio de 2012. Así, puso su talento y energía al servicio de la Opera des Cités, una obra cultural ya finalizada. Presentó talentos de las ciudades en las grandes etapas de Francia. El diálogo y la transmisión están en el corazón de las preocupaciones de Djura. En sintonía con los cambios en la sociedad y los debates actuales, reunió a asociaciones del proyecto Opéra des Cités para vivir mejor y crear un diálogo entre las comunidades que representan la Francia multicultural.

## Algunas publicaciones
- 1990. Le Voile du silence. Ed. París M. Lafon (18-Saint-Amand-Montrond : Impr. SEPC) 174 p. ISBN 9782863913659[6]

## Honores
- Légion d'honneur, decreto del 31 de diciembre de 2005[7] por cantante, compositora, escritora; 31 años de actividades profesionales.[8]